# سان لويس أوبيسبو
سان لويس أوبيسبو (بالإنجليزية: San Luis Obispo)‏ هي إحدى مدن مقاطعة سان لويس أوبيسبو، كاليفورنيا. حصلت على لقب مدينة في 16 فبراير، 1856. تحتضن المدينة جامعة كاليفورنيا متعددة التقنيات الولائية وهي من أشهر الجامعات على مستوى الولاية.

## المناخ
يظهر الجدول التالي التغييرات المناخية على مدار السنة لسان لويس أوبيسبو:
| البيانات المناخية لـسان لويس أوبيسبو | البيانات المناخية لـسان لويس أوبيسبو | البيانات المناخية لـسان لويس أوبيسبو | البيانات المناخية لـسان لويس أوبيسبو | البيانات المناخية لـسان لويس أوبيسبو | البيانات المناخية لـسان لويس أوبيسبو | البيانات المناخية لـسان لويس أوبيسبو | البيانات المناخية لـسان لويس أوبيسبو | البيانات المناخية لـسان لويس أوبيسبو | البيانات المناخية لـسان لويس أوبيسبو | البيانات المناخية لـسان لويس أوبيسبو | البيانات المناخية لـسان لويس أوبيسبو | البيانات المناخية لـسان لويس أوبيسبو | البيانات المناخية لـسان لويس أوبيسبو |
| الشهر                                | يناير                                | فبراير                               | مارس                                 | أبريل                                | مايو                                 | يونيو                                | يوليو                                | أغسطس                                | سبتمبر                               | أكتوبر                               | نوفمبر                               | ديسمبر                               | المعدل السنوي                        |
| ------------------------------------ | ------------------------------------ | ------------------------------------ | ------------------------------------ | ------------------------------------ | ------------------------------------ | ------------------------------------ | ------------------------------------ | ------------------------------------ | ------------------------------------ | ------------------------------------ | ------------------------------------ | ------------------------------------ | ------------------------------------ |
| الدرجة القصوى °ف (°م)                | 90 (32)                              | 89 (32)                              | 92 (33)                              | 104 (40)                             | 102 (39)                             | 108 (42)                             | 111 (44)                             | 107 (42)                             | 114 (46)                             | 109 (43)                             | 98 (37)                              | 92 (33)                              | 114 (46)                             |
| متوسط درجة الحرارة الكبرى °ف (°م)    | 61.1 (16.2)                          | 62.0 (16.7)                          | 63.6 (17.6)                          | 66.4 (19.1)                          | 69.3 (20.7)                          | 73.0 (22.8)                          | 76.0 (24.4)                          | 76.9 (24.9)                          | 76.8 (24.9)                          | 73.7 (23.2)                          | 67.3 (19.6)                          | 61.1 (16.2)                          | 69.0 (20.6)                          |
| المتوسط اليومي °ف (°م)               | 52.3 (11.3)                          | 53.4 (11.9)                          | 54.7 (12.6)                          | 56.7 (13.7)                          | 59.3 (15.2)                          | 62.6 (17.0)                          | 65.2 (18.4)                          | 65.9 (18.8)                          | 65.5 (18.6)                          | 62.6 (17.0)                          | 57.2 (14.0)                          | 52.1 (11.2)                          | 59.0 (15.0)                          |
| متوسط درجة الحرارة الصغرى °ف (°م)    | 43.6 (6.4)                           | 44.8 (7.1)                           | 45.8 (7.7)                           | 47.0 (8.3)                           | 49.2 (9.6)                           | 52.1 (11.2)                          | 54.5 (12.5)                          | 54.8 (12.7)                          | 54.3 (12.4)                          | 51.5 (10.8)                          | 47.1 (8.4)                           | 43.1 (6.2)                           | 49.0 (9.4)                           |
| أدنى درجة حرارة °ف (°م)              | 24 (−4)                              | 21 (−6)                              | 28 (−2)                              | 29 (−2)                              | 32 (0)                               | 35 (2)                               | 36 (2)                               | 40 (4)                               | 35 (2)                               | 30 (−1)                              | 23 (−5)                              | 17 (−8)                              | 17 (−8)                              |
| الهطول إنش (مم)                      | 4.95 (126)                           | 5.12 (130)                           | 3.97 (101)                           | 1.39 (35)                            | 0.47 (12)                            | 0.10 (2.5)                           | 0.02 (0.51)                          | 0.04 (1.0)                           | 0.26 (6.6)                           | 0.93 (24)                            | 2.16 (55)                            | 3.71 (94)                            | 23.12 (587)                          |
| متوسط أيام هطول الأمطار (≥ 0.01 in)  | 8.8                                  | 9.7                                  | 9.1                                  | 4.4                                  | 2.2                                  | 0.6                                  | 0.4                                  | 0.3                                  | 1.2                                  | 3.0                                  | 4.9                                  | 7.7                                  | 52.3                                 |
| المصدر: NOAA                         |                                      |                                      |                                      |                                      |                                      |                                      |                                      |                                      |                                      |                                      |                                      |                                      |                                      |

## أعلام
- دون ريتش
- فولفغانغ غارتنر
- جون ستورجس
- كامي كرايغ
- ألبرت س. مارتن جونيور
- إسحاق ليستير
- بوبي جيمسون
- كريس سايتز
- جينافيف جولي
- زاك إيفرون